# SOR TN 12
SOR TN 12 je český částečně nízkopodlažní trolejbus vyrobený v roce 2008 ve dvou prototypech firmou SOR Libchavy. TN 12 je prvním trolejbusem společnosti SOR, která se tak stala po Škodě a ostravském dopravním podniku (trolejbusy Solaris Trollino) třetím výrobcem vozidel elektrické nekolejové trakce v Česku.

## Konstrukce
Karoserie trolejbusu TN 12 využívá skříň městského autobusu SOR BN 12, respektive jeho varianty poháněné zemním plynem se zesílenou střechou, která je označena jako BNG 12. Skelet vozu je panelové konstrukce vyrobený z uzavřených ocelových profilů, na které jsou lepeny plechy a polyesterové lamináty. Karoserie koncepce low entry může mít troje nebo čtvery dveře, avšak pro oba vyrobené prototypy byla zvolena čtyřdveřová varianta. U předposledních dveří se nachází výklopná plošina pro nástup a výstup cestujících na invalidním vozíku. Přední část vozidla je nízkopodlažní s podlahou ve výšce 340 mm na vozovkou (ve vstupech snížena na 320 mm), zadní část vozu nad zadní hnací nápravou (od druhých, resp. třetích dveří) má podlahu ve výši 800 mm a je přístupná po schůdcích z interiéru a díky zadním dveřím i zvenčí. Přední náprava je lichoběžníková s nezávisle zavěšenými koly od SORu, zadní je tuhá s dvojmontáží typu DANA.
Elektrická výzbroj se liší podle typu trolejbusu. Vůz označený jako TN 12 A (první prototyp) je vybaven střídavou výzbrojí s netradičním řešením pohonu, který vyvinula firma Czetro z Ostrova. Trolejbus disponuje IGBT trakčním měničem od firmy Pintr EP, asynchronním trakčním motorem o výkonu 120 kW od firmy SKD Trade a dvoustupňovou automatickou, pneumaticky ovládanou převodovkou Praga. Měnič kromě regulace výkonu trakčního motoru také řídí proces přeřazování rychlostních stupňů, motor tak lze využívat i v oblasti vyšších točivých momentů, což umožní stejné dynamické vlastnosti vozu při nižším výkonu motoru. Ten má společně s převodovkou hmotnost 580 kg, zatímco motor běžné koncepce váží obvykle 750 kg. První stupeň převodovky slouží především k rozjezdům, druhý stupeň je zařazen automaticky při rychlosti okolo 30 km/h. Většina částí elektrické výzbroje je zabudována do motorového prostoru v zadní části vozu, výjimkou je vstupní jištění, odrušení a brzdový odporník, které se nachází pod plastovou schránou na střeše nízkopodlažní části trolejbusu.
Model TN 12 C (druhý prototyp) je vybaven standardní střídavou výzbrojí TV Europulse od firmy Cegelec a asynchronním trakčním motorem o výkonu 175 kW od společnosti Pragoimex. Ten je umístěn v motorovém prostoru v zadní části vozidla, další části elektrické výzbroje (např. hlavní a pomocný měnič) se nachází v boční schráně a v krytém prostoru na střeše vozu.

## Prototypy

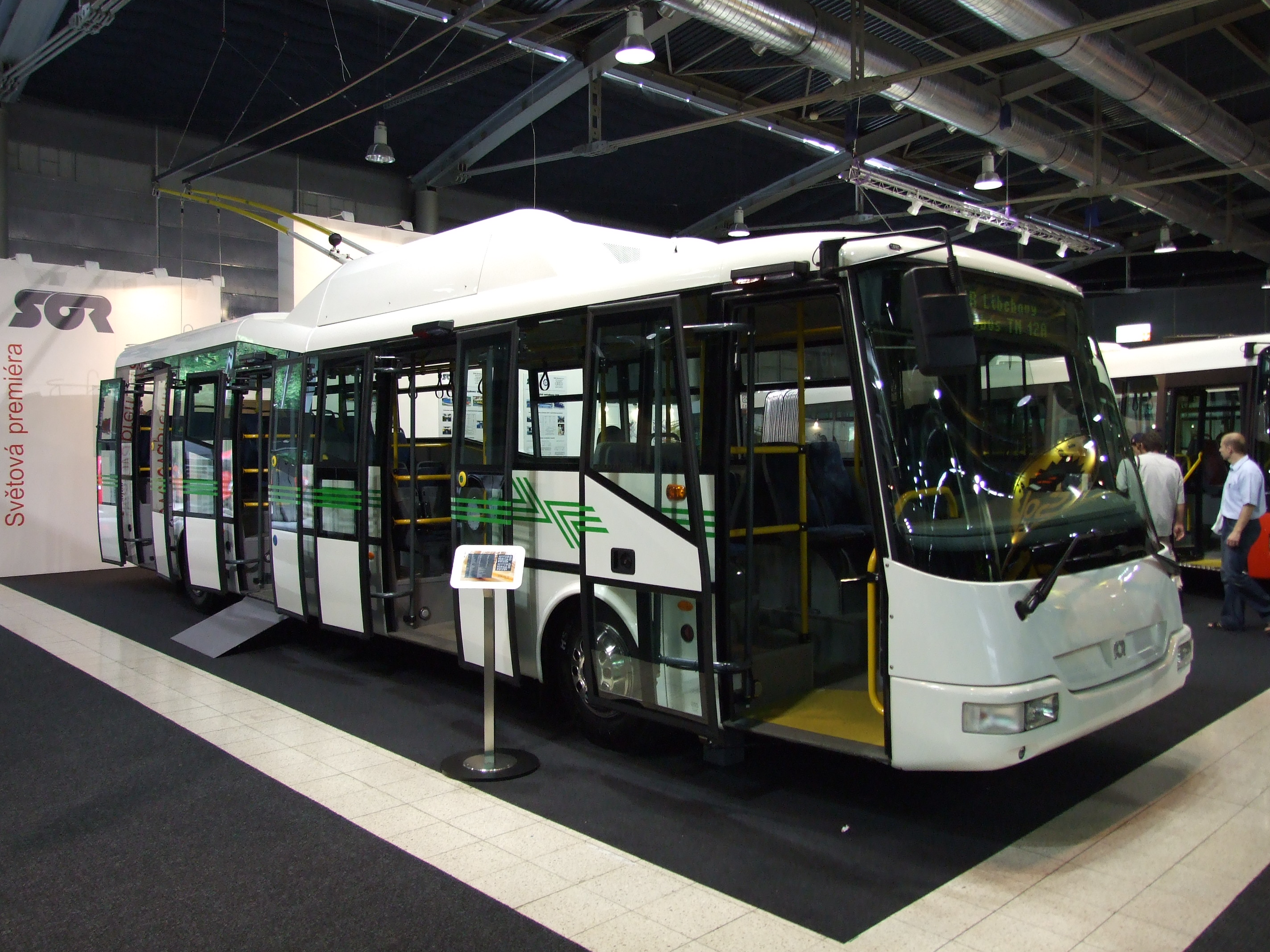
Prototyp trolejbusu SOR TN 12 A na veletrhu Autotec 2008

Firma SOR Libchavy koncipovala svůj první trolejbus jako nabídku pro východoevropské a balkánské trhy, kde byl v době vývoje tohoto vozu vozový park mnohdy zastaralý. Nový trolejbus měl nabídnout, kromě standardů běžných v západní a střední Evropě (nízkopodlažní provedení, dobrá kvalita, antikorozní ochrana, elektrická výzbroj s rekuperací, dlouhá životnost, aj.), i nízkou pořizovací cenu a nižší náklady na údržbu. Na vývoji a výrobě prvního prototypu se kromě SORu (mechanická část) podílely i další české firmy: Czetro (trakční pohon), SKD Trade (trakční motor), Pintr ED (trakční měnič) a Dopravní podnik Ostrava (konečná montáž a zkoušky).

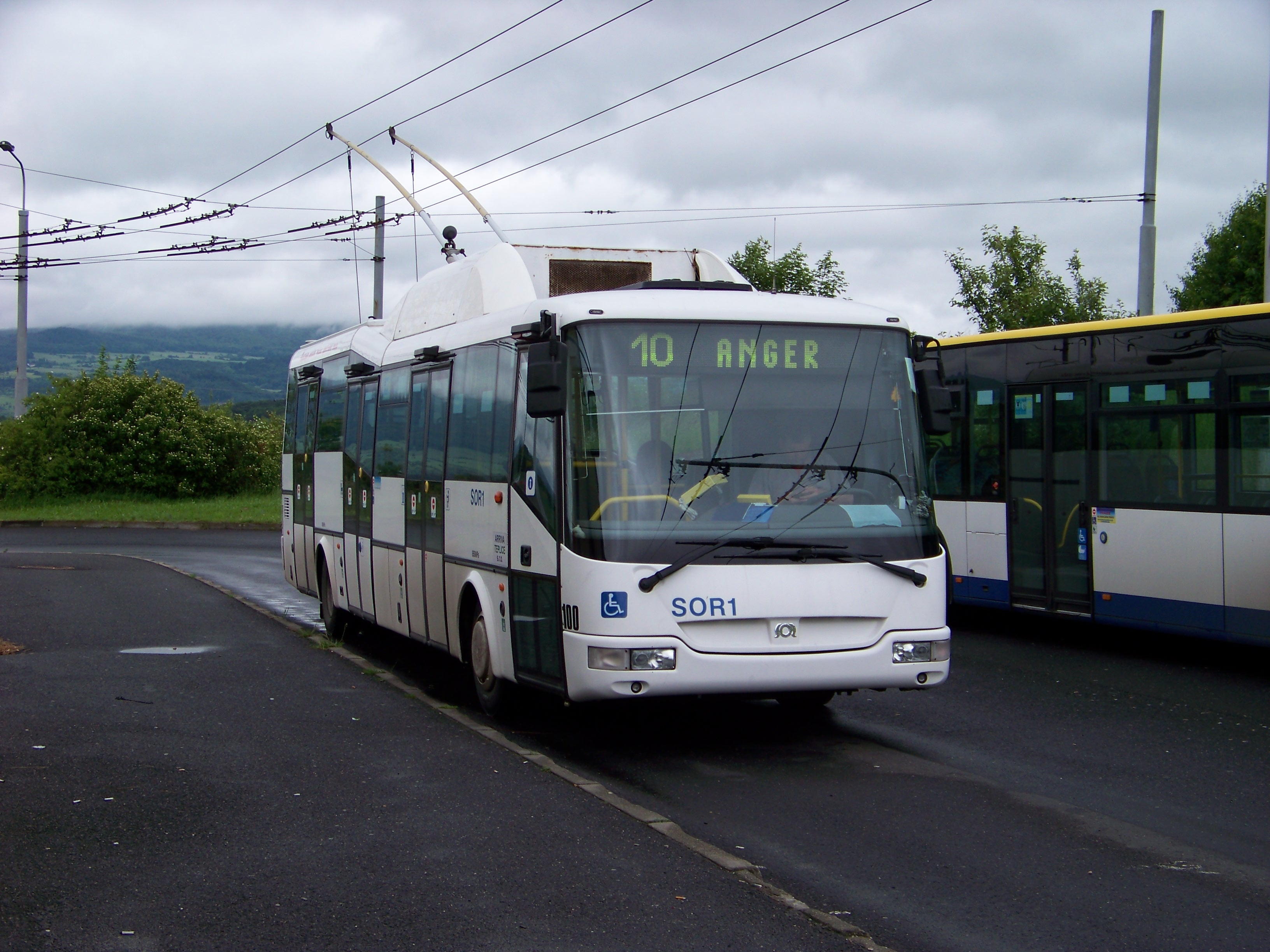
Vůz TN 12 A v Teplicích

Čtyřdveřová karoserie prvního prototypu TN 12 A byla vyrobena v závodě SORu v Libchavech již v roce 2006, kdy byla rozjednána zakázka dodávky trolejbusů pro Kišiněv, tento kontrakt ale nebyl uzavřen. Po ukončení vývoje nové elektrické výzbroje v roce 2008 měl být trolejbus zkompletován v Dopravním podniku města Pardubic, přednost však dostal ostravský dopravní podnik, který již měl zkušenosti s dokončováním trolejbusů Solaris Trollino ve vlastní trolejbusové vozovně. Karoserie proto byla 28. dubna 2008 přetažena do Ostravy. Ještě nedokončený a nepojízdný trolejbus byl na začátku června toho roku vystaven na veletrhu Autotec v Brně, po návratu do Ostravy byl dokompletován a po různých zkouškách vyjel 9. srpna 2008 na první zkušební jízdu mimo areál vozovny. Od 15. září byly prováděny typové zkoušky vozu a na začátku listopadu 2008 byl zahájen zkušební provoz bez cestujících v ostravské trolejbusové síti. Dne 2. března 2009 (uváděno též 3. února) byl zařazen do stavu Dopravního podniku Ostrava (DPO) a byl označen evidenčním číslem SOR1, interně v DPO jako ev. č. 9999. Vůz však nadále zůstal v majetku výrobců, kteří se podíleli na jeho konstrukci. Do zkušebního provozu s cestujícími byl poprvé vypraven 16. března 2009, vzhledem k atypické elektrické výzbroji musel v homologačním procesu absolvovat 20 000 zkušebních kilometrů. Zkušební provoz v Ostravě byl ukončen 18. prosince 2009, trolejbus poté zůstal několik měsíců odstaven ve vozovně, dne 6. dubna 2010 byl odvezen do Libchav. Nedlouho poté byl převezen do Pardubic, kde měl být na tamní trolejbusové síti dopravním podnikem testován. K tomu ale nedošlo, takže se vrátil zpět do SORu. Zde byl odstaven do konce roku 2010. Počátkem roku 2011 pronajat dopravci Veolia Transport Teplice/Arriva Teplice/Arriva City, který jej s evidenčním číslem 100 využíval v trolejbusové dopravě v Teplicích. Na žádost výrobce a zároveň majitele byl v červnu 2018 odstaven a od roku 2019 je exponátem Muzeum velkých volantů v Loučni.

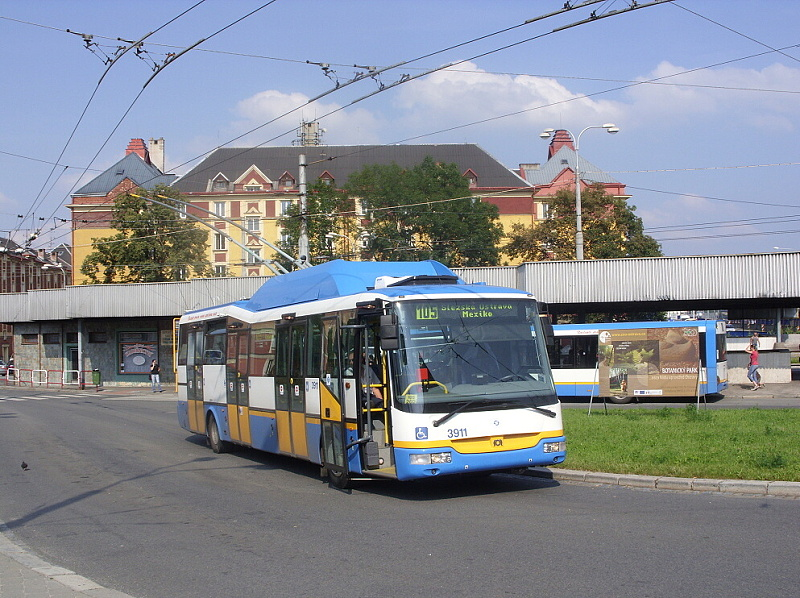
Ostravský trolejbus SOR TN 12 C

Druhý vůz, prototyp modelu TN 12 C, je rovněž čtyřdveřového provedení. Jeho karoserie byla do Ostravy dodána 22. září 2008, dokončen byl v trolejbusové vozovně během měsíce, vlastní silou se po jejím areálu pohyboval již 20. října. Od výroby má ostravský nátěr a je v majetku DPO. Dne 13. ledna 2009 započaly zkušební jízdy bez cestujících, do stavu dopravního podniku by trolejbus s evidenčním číslem 3911 zařazen dne 30. dubna 2009 (uvedeno též 1. května). Zkušební jízdy s cestujícími byly zahájeny 3. června 2009, ukončeny byly na podzim. Po schválení typu Drážním úřadem byl v běžném provozu v ostravské trolejbusové síti. Pro zvýšení spolehlivosti byla jeho zadní náprava typu DANA nahrazena novou nápravou Rába. Trolejbus jezdil do prosince 2017, kdy byl kvůli závadě elektrické výzbroje odstaven. Dle DP Ostrava byla oprava neekonomická, na konci roku 2018 byl vůz vyřazen a následně sešrotován.

## Dodávky trolejbusů
Vyrobeny byly dva trolejbusy TN 12.
| Současný stát | Město   | Článek | Typ     | Roky dodávek | Počet vozů | Evidenční čísla při dodání | Poznámky                     | Zdroj  |
| ------------- | ------- | ------ | ------- | ------------ | ---------- | -------------------------- | ---------------------------- | ------ |
| Česko         | Ostrava | článek | TN 12 C | 2009         | 1          | 3911                       |                              | [ 13 ] |
| Česko         | Teplice | článek | TN 12 A | 2011         | 1          | 100                        | dlouhodobě pronajat výrobcem | [ 6 ]  |

## Historické vozy
- Muzeum velkých volantů Loučeň (teplický vůz ev. č. 100)